# Armand Amar
Armand Amar (Gerusalemme, 1953) è un compositore francese, autore di numerose colonne sonore per il teatro, il cinema e la televisione.
Francese, nato in Israele, ma di origini marocchine, ha trascorso la sua infanzia in Marocco. Nel 2010 ha vinto il Premio César per la miglior colonna sonora per il film Il concerto, precedentemente aveva ottenuto tre nomination nel 2002, nel 2005 e nel 2006.

## Filmografia

### Cinema
- Amen., regia di Costa-Gavras (2002)
- La terre vue du ciel, regia di Renaud Delourme (2003)
- Tabous - Zohre & Manouchehr, regia di Mitra Farahani – documentario (2004)
- Vai e vivrai (Va, vis et deviens), regia di Radu Mihăileanu (2005)
- Il cacciatore di teste (Le Couperet), regia di Costa-Gavras (2005)
- Bab Aziz, regia di Nacer Khemir (2006)
- La Piste, regia di Éric Valli (2006)
- Indigènes, regia di Rachid Bouchareb (2006)
- La Faute à Fidel, regia di Julie Gavras (2006)
- Cartouches Gauloises, regia di Mehdi Charef (2007)
- Mon colonel, regia di Laurent Herbiet (2007)
- Le Premier Cri, regia di Gilles de Maistre (2007)
- Comme ton père, regia di Marco Carmel (2007)
- La jeune fille et les loups, regia di Gilles Legrand (2008)
- Sagan, regia di Diane Kurys (2008)
- Welcome, regia di Philippe Lioret (2009)
- London River, regia di Rachid Bouchareb (2009)
- Verso l'Eden (Eden à l'ouest), regia di Costa-Gavras (2009)
- Moi, Van Gogh, regia di Peter Knapp et François Bertrand (2009)
- Home, regia di Yann Arthus-Bertrand (2009)
- Il concerto (Le concert), regia di Radu Mihăileanu (2009)
- London River, regia di Rachid Bouchareb (2009)
- Comme les cinq doigts de la main, regia di Alexandre Arcady (2010)
- Ao, l'ultimo dei Neanderthal (Ao, le dernier Néandertal), regia di Jacques Malaterre (2010)
- Hors la loi diretto da Rachid Bouchareb (2010)
- Human, regia di Yann Arthus-Bertrand (2015)
- Belle & Sebastien - Amici per sempre (Belle et Sébastien 3: Le Dernier Chapitre), regia di Clovis Cornillac (2018)
- Sulle ali dell'avventura (Donne-moi des ailes), regia di Nicolas Vanier (2019)
- Black Tea, regia di Abderrahmane Sissako (2024)
- Emma e il giaguaro nero (Le dernier jaguar), regia Gilles de Maistre (2024)

### Televisione
- Miracle à l'Eldorado, regia di Philippe Niang – film TV (1997)
- Marie Humbert, le secret d'une mère, regia di Marc Angelo – film TV (2007)
- La terra vista dal cielo (Vu du ciel), regia di Yann Arthus-Bertrand – serie TV (2008)
- Grands Reporters, regia di Gilles de Maistre – film TV (2009)
- Vu du ciel, regia di Yann Arthus-Bertrand (2009)
- Marion Mazzano, regia di Marc Angelo – serie TV, 6 episodi (2010)
- Jusqu'au dernier – miniserie TV, 6 episodi (2014)
- Le Maroc vu du ciel, regia di Yann Arthus-Bertrand e Michael Pitiot – documentario TV (2017)
- Classe Unique, regia di Gabriel Aghion – film TV (2019)